# Eichenkreuzburg

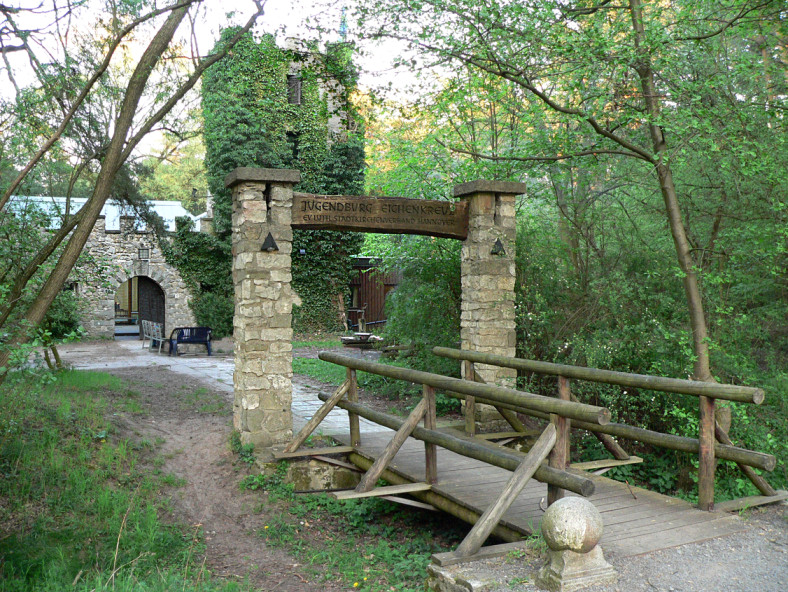
Brücke über den Burggraben mit Eingangsportal, dahinter die Burg mit dem efeubewachsenen Turm

Rückseite mit Turm und Wirtschaftsanbauten aus Holz

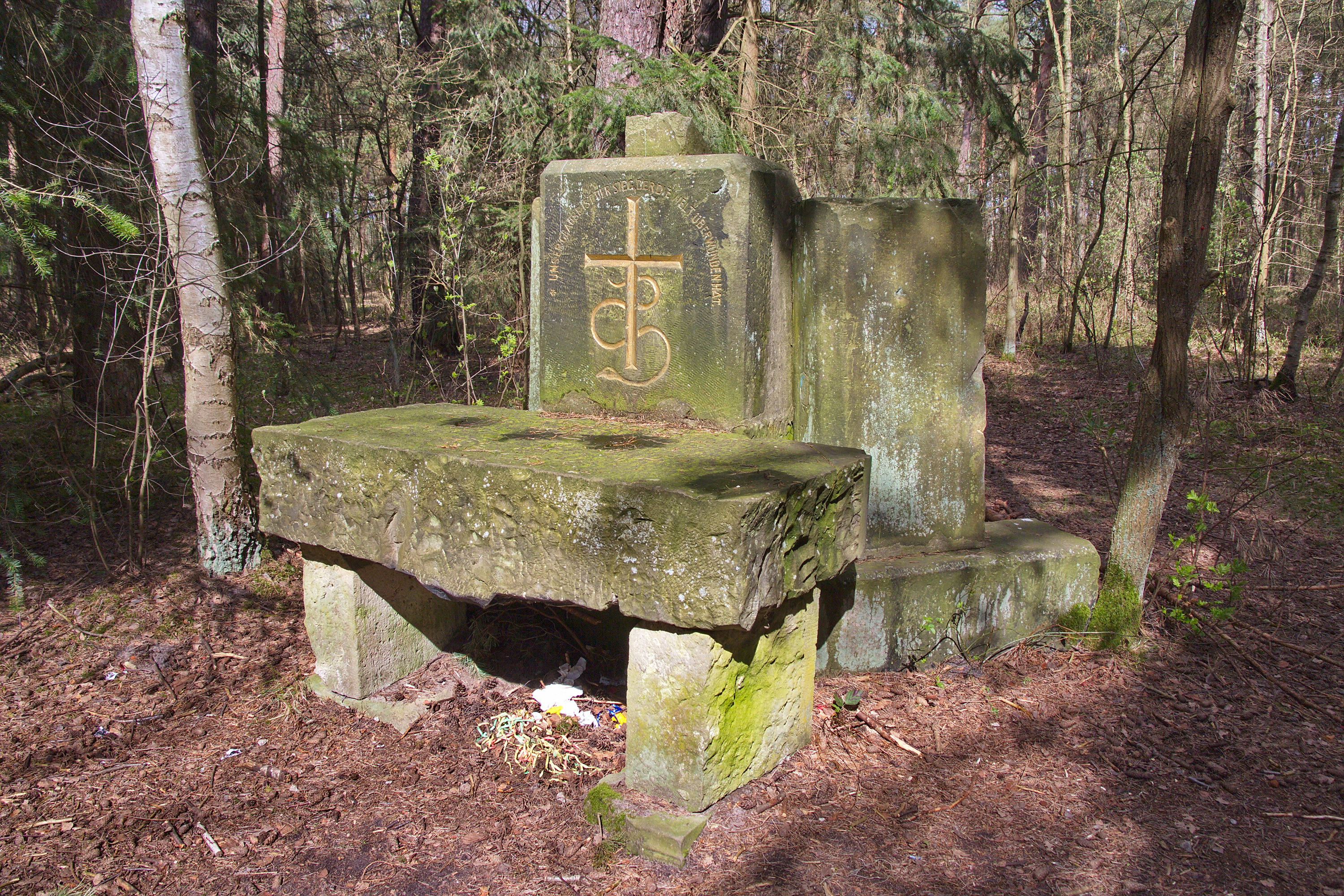
Altar im Außenbereich

Die Eichenkreuzburg ist ein 1928 entstandenes Bauwerk in der Art einer Jugendburg mit einem hohen Wehrturm in der Gemeinde Wedemark bei Bissendorf-Wietze. Die geschlossene, rechteckige Anlage wurde als Landheim von der Vahrenwalder Kirchengemeinde aus Hannover errichtet. Sie wurde von Beginn an für die Jugendarbeit, insbesondere die kirchliche, genutzt. Heute ist die Eichenkreuzburg Tagungshaus des evangelisch-lutherischen Kirchenkreises Hannover.

## Lage
Die Eichenkreuzburg liegt etwa 15 km nördlich von Hannover und in rund 500 m Entfernung von Bissendorf-Wietze in einem Waldstück. Ein Badegewässer befindet sich in 1,5 km Entfernung mit dem Natelsheidesee. Unmittelbar angrenzend an die Eichenkreuzburg findet sich ein Landschaftsschutzgebiet mit Acker- und Wiesenflächen. Eine Zufahrt besteht über einen Waldweg vom Ortsteil Wietze aus. Trotz der Nähe zur Großstadt ist die Anlage abgeschieden gelegen und die Entfernung zu Hannover beträgt auf dem Straßenwege rund 25 km.

## Anlage
Die Burg ist teilweise von einem Burggraben umgeben, über den eine kleine Holzbrücke mit Eingangsportal führt. Das Bauwerk hat die ungefähren Ausmaße von 25 m × 15 m beim ursprünglichen Steinbau. Hinzu kommen noch nachträglich errichtete Anbauten, deren Außenfassaden mit Holz verkleidet sind. Der etwa 12 m hohe Burgturm wirkt trotz seines neuzeitlichen Entstehungsdatums wie ein mittelalterlicher Bergfried. Die rechteckige Anlage mit geschlossenem Innenhof wird größtenteils durch Gebäude nach außen abgegrenzt. An der Vorderseite mit dem Burgtor ist ein kleineres Stück einer Ringmauer mit Zinnen angedeutet. Unmittelbar neben der Burg auf einer kleinen Waldlichtung steht eine verwitterte Freiluft-Kanzel aus großen Steinblöcken. Sie diente früher zum Predigen bei Freiluft-Gottesdiensten.

## Geschichte

### Errichtung
Die Initiative zum Bau der Burg als Landheim ging von der Vahrenwalder Kirchengemeinde aus Hannover aus, die 1922 gegründet wurde. Der Stadtteil Vahrenwald war stark von der Arbeiterschaft des Continental-Werkes geprägt. Um die Männer von der Straße fernzuhalten, erlangte die Arbeit mit jungen Männern, vor allem im Sport- und Musikbereich, unter dem seit 1925 tätigen Pastor Wilhelm Brase starken Auftrieb. Im gleichen Jahr wurde ein christlicher Jünglingsverein unter der Bezeichnung Eichenkreuz gegründet, dem 1932 rund 250 Personen angehörten. Dabei kam die Idee auf, durch den Bau eines Landheims sich der „schädlichen Einwirkung der Großstadt Hannover“ zu entziehen. Dazu wurde mit finanzieller Unterstützung durch Vahrenwalder Geschäftsleute ein Heidegrundstück nördlich von Hannover zwischen den Siedlungen Wietze und Maspe erworben. Es lag etwa 15 km Luftlinie von der Kirche entfernt. Die Grundsteinlegung erfolgte im Mai 1927, im September 1928 war die Einweihung. Die Baukosten beliefen sich auf etwa 40.000 Mark. Als Baumaterial dienten Steine, die von der 1918 abgerissenen Zeppelinhalle aus Hannover-Vahrenheide herangeschafft wurden. Dieses Bauwerk musste gemäß dem Versailler Vertrag abgerissen werden, weil es eine Rüstungseinrichtung darstellte. Die Idee einer Jugendburg war in Hannover so populär, dass es ab 1926 die Schrift „Monatsanzeiger Eichenkreuzburg“ gab, die in einer Auflage von 4.000 Stück erschien. Vor dem Zweiten Weltkrieg fand in der Burg vorwiegend Jugendarbeit des Jünglingsvereins Eichenkreuz, der Christlichen Pfadfinder und der Vahrenwalder Kirche statt. Ihre Gemeindemitglieder unternahmen regelmäßige Sonntagsausflüge mit bis zu 100 Teilnehmern, um dort Gottesdienste durchzuführen. Auch verbrachte die Kirchengemeinde hier ihre Jahresfeste, die ein Höhepunkt im Gemeindeleben waren.

### Zeit des Nationalsozialismus
Zu Beginn der Zeit des Nationalsozialismus in den 1930er Jahren kam es zu Rivalitäten zwischen der christlichen Jugendarbeit und der Hitlerjugend (HJ). Trotz der Machtergreifung der Nationalsozialisten 1933 verzeichnete der Jungmännerbund, der auf der Eichenkreuzburg aktiv war, eine große Eintrittswelle. 1934 mussten seine Mitglieder jedoch im Rahmen der Gleichschaltung in die HJ übertreten. 1935 versuchten HJ-Angehörige die Burg zu stürmen, auf der weiterhin kirchliche Jugendarbeit stattfand. Die Burg blieb grundbuchrechtlich im Privatbesitz des Vahrenwalder Pastors, so dass sie vom NS-Staat nicht eingezogen werden konnte.
Während des Zweiten Weltkriegs diente der Burgturm zum Aufstellen eines Scheinwerfers für eine nahe gelegene Flakstellung. In der Burg war die Bedienmannschaft einquartiert.

### Nachkriegszeit
Den Krieg überstand die Anlage von Kriegseinwirkungen unbeschadet und diente in der Nachkriegszeit bis 1952 als Unterkunft für Heimatvertriebene. Danach lebte die Tradition der Sonntagsausflüge zur Burg durch die Vahrenwalder Kirchengemeinde wieder auf. Der bauliche Zustand der Räumlichkeiten, vor allem im Sanitärbereich, verschlechterte sich im Laufe der Zeit dermaßen, dass das Gebäude 1958 baubehördlich gesperrt wurde. 1966 ging der Besitz an den Kirchenkreis Hannover über, der die notwendige Renovierung finanzieren konnte. Ein Bettentrakt und eine Küche wurden an die bisherige Burganlage angebaut. Erst 1974 konnte die Jugendburg wieder für Übernachtungen genutzt werden. In den Jahren 2001–2003 fanden bei einem Kostenvolumen von etwa 250.000 Euro erneute Sanierungsarbeiten statt, die Burgturm, Rittersaal, Innenhof und Bettenhaus betrafen. 2022 folgte eine weitere Sanierung in Höhe eines sechsstelligen Betrages.

### Heutige Nutzung
Heute ist die Eichenkreuzburg ein Tagungs- und Seminarhaus für die Jugendarbeit des Kirchenkreises Hannover. Die Burg bietet Übernachtungsraum für 35 Personen in Einzel- und Mehrbettzimmern. Die Gäste können die Gruppen- und Tagungsräume sowie eine Küche in der Burg nutzen. Nutzer sind vor allem kirchliche Gruppen durch Seminare, Schulungen, Konfirmanden- und Jugendfreizeiten. Ebenso wird die Burg für den Aufenthalt von Schulklassen, Kindergärten oder sozialen Einrichtungen genutzt.